# ペプチドグリカン β-N-アセチルムラミダーゼ
ペプチドグリカン β-N-アセチルムラミダーゼ(Peptidoglycan beta-N-acetylmuramidase、EC 3.2.1.92)は、ペプチドグリカン β-N-アセチルムラモイルエキソヒドロラーゼという系統名を持つ酵素であり、以下の化学反応を触媒する。
非還元N-アセチルムラミン酸末端を加水分解する。